# Euprosopia alticeps
Euprosopia alticeps är en tvåvingeart som beskrevs av Malloch 1940. Euprosopia alticeps ingår i släktet Euprosopia och familjen bredmunsflugor. Inga underarter finns listade i Catalogue of Life.